# Windmühlstraße 1

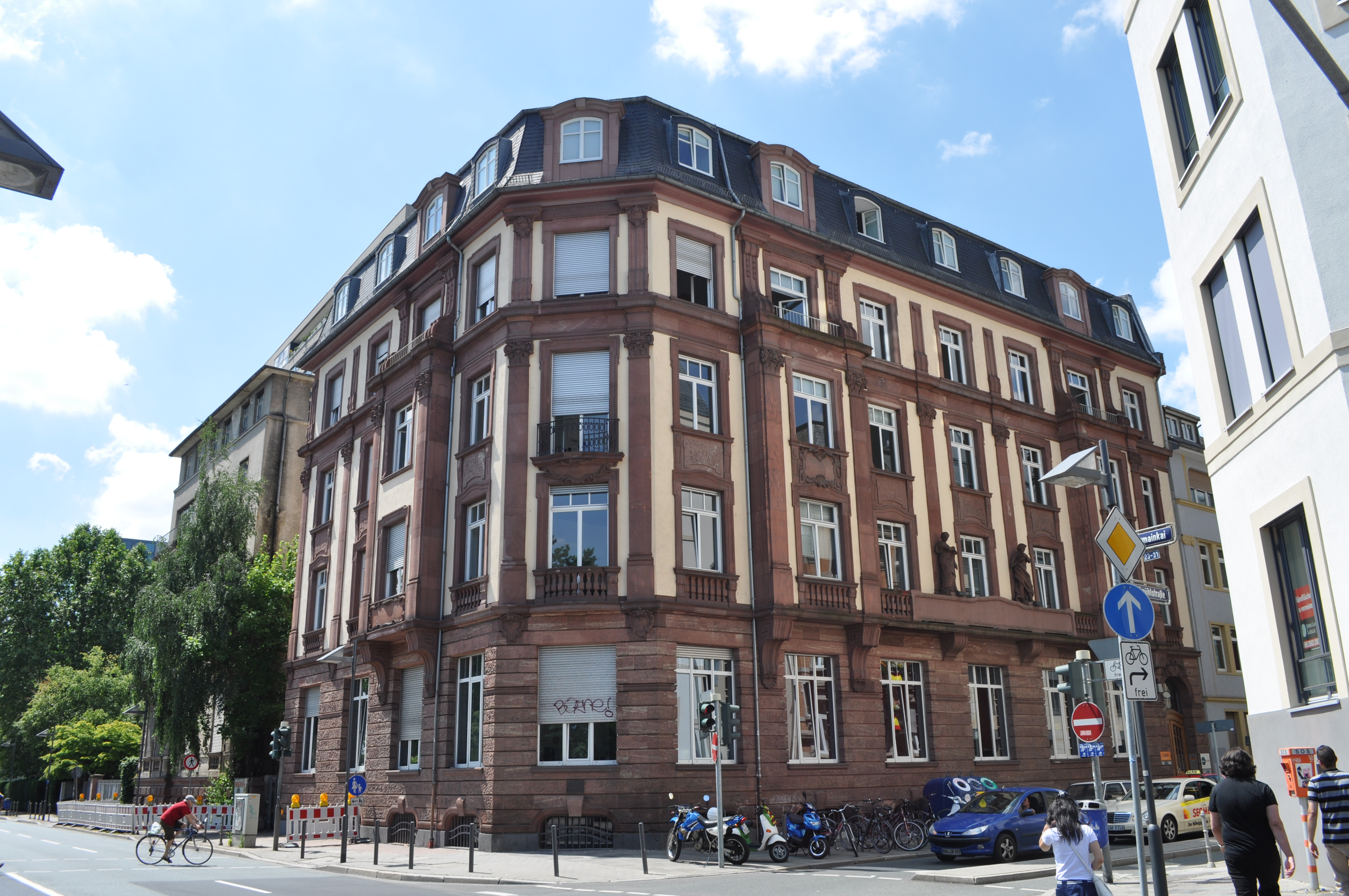
Windmühlstraße 1

Das Verbandshaus und Kochkunstmuseum in Frankfurt. Aus einer Werbeanzeige aus dem Jahre 1909

Das Gebäude Windmühlstraße 1 (Ecke Untermainkai oberhalb des Nizza-Ufers) im Frankfurter Bahnhofsviertel war früher Sitz des Kochkunstmuseums und steht heute unter Denkmalschutz.

## Kochkunstmuseum
Am 2. September 1896 gründete Matthaeus Carl Banzer (1867–1945) den Internationalen Verein der Köche in Frankfurt am Main (IVdK). Dieser veranstaltete vom 12. bis 22. Oktober 1900 die Erste Internationale Kochkunst-Ausstellung (IKA) der Messe Frankfurt am Main gemeinsam mit dem Frankfurter Gastwirteverein und dem Verein zur Förderung des Fremdenverkehrs. Schirmherrin war Prinzessin Margarethe von Preußen.
Am 5. März 1908 wurde der Grundstein für das Kochkunstmuseum in der Windmühlstraße 1 in Frankfurt am Main gelegt. Architekten waren Vietze & Helfrich. Das Museum wurde am 19. Januar 1909 eröffnet. 1920 wurden zusätzlich eine Lehrküche und ein Hörsaal für fachwissenschaftliche Vorträge und eine Versuchsanstalt für kulinarische und küchentechnische Neuheiten eingerichtet. Vom 11. bis 14. Oktober 1928 wurde der Weltbund der Köche unter Ehrenpräsident Auguste Escoffier (1846–1935) gegründet. Am 2. Mai 1933 wurde der Internationale Verband der Köche im Rahmen der Gleichschaltung in die Deutsche Arbeitsfront eingegliedert. 1937 wurde das Kochkunstmuseum in der Windmühlstraße 1 geschlossen und im Herrenhaus des Sommerhoffparks eingelagert, wo vermutlich die gesamte Sammlung bei einem Bombenangriff zerstört wurde. Bei einem schweren Bombenangriff auf Frankfurt am 12. September 1942 erlitt das Gebäude in der Windmühlstraße einen Dachstuhlbrand.

## Nachkriegsgeschichte
Im Jahr 1949 wurde das Haus in der Windmühlstraße 1 an Anton Krätz verkauft, der dort das Hotel der Kochkunst einrichtete. Am 13. November 1984 wurde das Haus unter Denkmalschutz gestellt.
Am 18. Mai 1988 gründete sich der Verein zur Förderung der Tafelkultur (heute nach der Umbenennung: Deutsche Tafelkultur e.V.), der sich zum Ziel gesetzt hat, das Museum wiederzueröffnen. Dieses neue Museum eröffnete als Deutsches Museum für Kochkunst und Tafelkultur am 25. November 2015 in einem Gebäude zwischen den Straßen Zeil und Holzgraben.
1989 erwarb Frau Marianne van Mastrigt das Haus in der Windmühlstraße. Im gleichen Jahr wurde am Haus eine Gedenktafel angebracht, die an das Kochkunstmuseum erinnert.